# Paul Fonoroff
Paul Fonoroff (葉玉卿, né en 1954) est l'un des plus importants critiques et historiens du cinéma hongkongais.

## Biographie
Il étudie le chinois à l'université Brown et obtient son master en beaux-arts à l'université de Californie du Sud. Il est également titulaire d'un doctorat en cinéma chinois de l'université de Pékin.
Il s'installe à Hong Kong en 1983 et écrit pour le South China Morning Post depuis 1988. Il est très respecté dans la communauté du cinéma de Hong Kong.
Il a publié deux livres, Paul Fonoroff At The Hong Kong Movies, un recueil de critiques, et Silver Light, un livre d'images de sa vaste collection de films hongkongais. At the Movies est cependant accusé d'être obsolète par d'autres critiques.
Fonoroff anime des émissions télévisées sur le cinéma en cantonais, mandarin, et anglais, et a fait de nombreux caméos dans des films hongkongais.

## Filmographie
- Helios (en) (2015)
- Drink-Drank-Drunk (2005)
- Bishonen (1998)
- Lawyer Lawyer (1997) : le juge
- Tristar (1996) : le mormon barbu
- What a Wonderful Life (1996) : le reporter allant au Canada
- The Final Option (1994) : un policier
- The Rise and Fall of Qing Dynasty (en) 4 (1992) : Reginald Johnston
- Summer Lovers (1992) : l'employé de la boutique de disques
- Il était une fois en Chine 2 : La Secte du lotus blanc (1992) (non crédité) : le consul britannique
- Now You See Love, Now You Don't (en) (1992) : le sondeur
- The Inspector Wears Skirts 4 (1992) : le commandant
- Once Upon a Time a Hero in China (1992) : Indiana Jones
- Alan and Eric Between Hello and Goodbye (1991) : Keung le chevelu
- The Sea is Calling (1982) : le marin (Caméo) [4]
- Sworn Brothers : l'homme au tribunal